# I Could Not Ask for More
I Could Not Ask for More è un brano musicale scritto da Diane Warren e pubblicato come singolo da Edwin McCain nel 1999.
Il brano fa parte della colonna sonora originale del film Le parole che non ti ho detto (Message in a Bottle) e del terzo album in studio di Edwin McCain dal titolo Messenger.

## Versione di Sara Evans
La cantante di musica country Sara Evans ha inciso la sua cover del brano nell'album Born to Fly (2000).
Il videoclip di questa versione è stato diretto da Peter Zavadil e contiene scene girate al White Sands National Monument, in Nuovo Messico.